# Sapphire (scrittrice)
Sapphire, pseudonimo di Ramona Lofton (Fort Ord, 4 agosto 1950), è una scrittrice, poetessa e educatrice statunitense.

## Biografia

### Infanzia e formazione
Nata in California, Ramona è una dei quattro figli di un sergente dell'esercito americano e di un'ufficiale della Women's Army Cops (WAC) che prestava servizio in un base militare. I due si lasciano tuttavia quando la figlia è ancora piccola, non riuscendo a trascorrere molto tempo insieme per via dei propri lavori, ma rimanendo comunque in ottimi rapporti. Una volta divenuta un'adolescente molto ribelle, Ramona decide di lasciare la famiglia e di trasferirsi a San Francisco, dove si iscrive presso il college della città, il "San Francisco City College". Tuttavia abbandona presto l'istituto, non sopportandone le regole molto rigide, ma preferendo vivere "da spirito libero", come avrebbe poi dichiarato lei stessa.
Nel 1977, in piena era hippy, si trasferisce quindi a New York, dove studia al City College e successivamente ottiene un master Brooklyn College. Sapphire ha poi dichiarato di essere stata un'hippie da giovane. È proprio in questo periodo che Ramona decide di adottare il nome d'arte di "Sapphire" (in inglese "zaffiro"), un duplice riferimento sia al nascente movimento New Age, a cui ella prende parte e che è particolarmente legato ai cristalli e allo zaffiro, sia a un personaggio del The Amos 'n' Andy Show, che rappresenta il ritratto stereotipato della donna nera forte e bellicosa.
Sempre in questi anni, prima di cimentarsi con la scrittura, Ramona lavora come artista versatile, ballerina esotica e assistente sociale, inoltre ha lavorato a stretto contatto con i bambini, ha scritto articoli a favore del nascente movimento femminista, e si è anche impegnata a insegnare letteratura e cittadinanza ai ragazzi neri abitanti nei quartieri difficili della città, come Harlem e il Bronx.

### Inizi della carriera
Sin dagli anni '70, Sapphire inizia a scrivere e a pubblicare le sue prime poesie durante le sessioni di slam, competizione di poesia tipica newyorkese.
Nel 1994 pubblica la sua prima raccolta di poesie intitolata American Dreams, accolta dalla critica come "uno dei migliori debutti degli anni novanta".

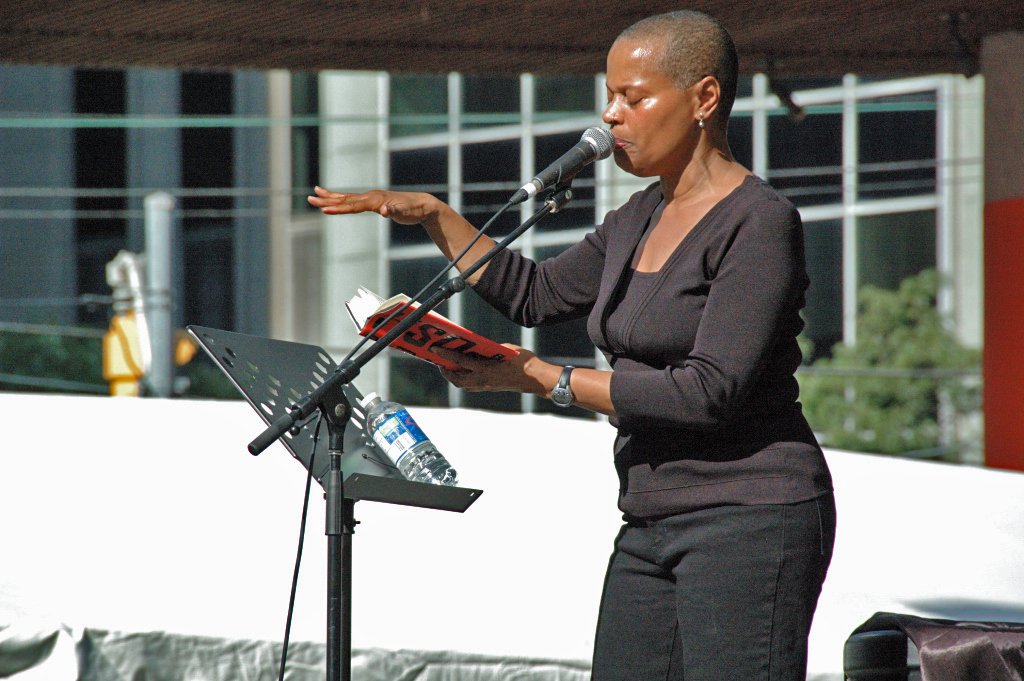
La poetessa al Toronto International Film Festival nel 2009, che legge alcuni estratti del suo romanzo Push

### Il successo
Sapphire pubblica il suo primo romanzo Push - La storia di Precious Jones, in lingua originale solo "Push", dopo essere stata scoperta dall'agente Charlotte Sheedy, il cui interesse all'opera aveva portato a una "guerra" di offerte da parte di diverse case editrici che volevano accaparrarsela. Nel 1995 Sapphire presentò quindi le prime 100 pagine del suo romanzo a un'asta di editori, e il miglior offerente le offrì 500.000 dollari per finire il romanzo. Così nel 1996 il libro viene pubblicato in lingua originale da parte della casa editrice Vintage Publishing, e edito in Italia da Rizzoli. Il libro si rivela un grande successo che vende migliaia di copie. Push racconta la cruda storia di una giovane nera obesa, vittima da sempre delle violenze domestiche della madre alcolizzata e degli abusi incestuosi del padre.
Gli scritti di Sapphire sono stati oggetto di simposio accademico presso l'Arizona State University nel 2007. La scrittrice ha anche ricevuto, nel 2009, un Fellow Literature Award agli United States Artists Awards.
Dal suo primo romanzo è stato anche tratto un film nel 2009, intitolato appunto Precious e diretto da Lee Daniels. Il film è stato presentato al Sundance Film Festival e al Festival di Cannes 2009, ed ha ottenuto un successo strepitoso sia tra la critica che tra il pubblico, venendo persino candidato agli Oscar 2010.
Nel 2011 Sapphire pubblica The Kid, una sorta di seguito di Push.
Nel 2019 l'opera sia in prosa che in poesia di Sapphire sono state incluse nell'antologia della scrittrice Margaret Busby intitolata New Daughters of Africa, una raccolta delle produzioni letterarie di 200 scrittrici africane o afrodiscendenti del passato e del presente.

## Vita privata
Sapphire è bisessuale e vive e lavora a New York.

## Cause politiche e sociali
Dal 1977 Sapphire è membro dell'organizzazione per donne lesbiche nere "United Lesbians of Color for Change Inc.".

Inoltre, per tutta la sua carriera, la scrittrice ha dichiarato di essersi sempre posta la missione di scrivere di determinati aspetti della società solitamente mai trattati, cercando di dare luce anche a determinati gruppi di persone che solitamente non ricevono molte attenzioni. In merito infatti l'autrice ha dichiarato:
"Un aspetto molto importante della mia produzione artistica è sempre stato la volontà di abbandonare il mainstream per potermi riconnettere invece con quella che è veramente la vita umana, un segmento di umanità che è sempre stato tagliato fuori e reso invisibile, ma che c'è ed è anche cruciale. Ho sempre cercato di mettere sotto gli occhi di tutti storie di donne che nella loro vita sono sempre state marginalizzate per il loro aver subito abusi sessuali, per la sessualità e per il loro essere nere. Attraverso la mia arte ho cercato di mettere proprio loro al centro del mondo."

## Opere

### Romanzi
- Push - La storia di Precious Jones (1996)
- The Kid (2011)

### Poesie
- Meditations on the Rainbow: Poetry (1987)
- American Dreams (1994)
- Black Wings & Blind Angels: Poems (1999)